# سسنا ئی‌سی-۲
سسنا ئی‌سی-۲ (به انگلیسی: Cessna EC-2) یک هواگرد ساختِ کارخانهٔ سسنا در کشور ایالات متحده آمریکا است .